# Andrés Rossi
Andrés Rossi  (Madrid, 1771-Sevilla, 1849) fue un artista español de ascendencia italiana. Trabajó como pintor, dibujante, escultor y escritor en Madrid y Sevilla.

## Biografía
José Andrés Rossi nació en Madrid. Asistió a la Real Academia de Bellas Artes de San Fernando de Madrid. En 1799 quedó en segundo lugar en la competición anual de la academia con su dibujo de Publio Furio Filo. Es descrito como un patriota "de los del dos de Mayo". Durante la guerra de independencia emigró a Sevilla huyendo de los franceses. Una vez en Sevilla formó parte del Congreso Hispalense.
Rossi solicitó al rey Fernando VII el puesto de pintor de cámara dos veces, la primera en 1819 y la segunda en 1823. Su solicitud fue ignorada ambas veces.
En Sevilla Rossi se dedicó a la enseñanza de las Bellas Artes. En 1814 fue nombrado teniente director de pintura en la entonces llamada Real Academia de las Tres Nobles Artes de Sevilla (ahora conocida como Real Academia de Bellas Artes), donde también impartió clases. Se conoce que formó a artistas como Juan Pérez de Villamayor cuando llegó a Sevilla en 1825. El cargo de teniente director de pintura le fue reconfirmado en 1829. En 1835 fue nombrado miembro de una comisión para inventariar bienes con los que se crearía un nuevo Museo de la ciudad de Sevilla, junto a Juan de Astorga y José Domínguez Becquer, entre otros.
Hay constancia de que en 1841, por orden de Isabell II (entonces bajo la regencia de Espartero), realizó un inventario de pinturas de la academia de las Tres Nobles Artes realizando atribuciones y emitiendo tasaciones en reales de vellón. En 1845 se integró a la sección de escultura de la misma academia junto a Juan de Astorga y José María Gutiérrez.

## Obra
Andrés Rossi destacó como dibujante para grabados. Su obra se centra en temas bíblicos, militares y clásicos, aunque también realizó dibujos de otros temas actuales de la época, como Justicia executada en la persona de Pedro Piñero alias el Maragato.
Su condición de patriota durante la guerra de independencia queda plasmada en obras como Atroces asesinatos de españoles en Prado de Madrid, un dibujo original.
Su dibujo Cornelia a los pies del duque se encuentra en el Museo del Prado, donde también se exhibió su obra Alegoría de la pintura como parte de la exposición titulada Dibujos españoles en la Hamburger Kunsthalle: Cano, Murillo y Goya.
Sobre 1810 realizó una serie de grabados para ilustrar la obra impresa de las Novelas ejemplares de Cervantes. Su ilustración de Persiles y Sigismunda (1802) para una edición de Trabajos de Persiles y Sigismunda de la Imprenta de Sancha fue la obra invitada de la Casa de Cervantes desde el 12 de diciembre al 11 de marzo de 2018, cedida por la Biblioteca Nacional de España.
Su obra, Dama dibujando, un tema excepcional ya que las artes estuvieron muy restringidas para las mujeres en la época, se encuentra expuesta en el Museo del Romaticismo de Madrid.
Además de sus grabados, se le conocen varias obras de pintura al óleo; un bodegón, firmado Andrés Rossi, el español y un retablo religioso que se encuentra en la iglesia del Santo Ángel de Sevilla.
En 1820 empezó a escribir Espíritu de la Perspectiva o Tratado elemental de Perspectiva para los Artistas (el documento se encuentra en el Museo del Romaticismo de Madrid).
Asimismo, se le atribuye la imagen de La Santa Mujer Verónica del paso de la hermandad del Valle, tallada en 1815. Las santas mujeres del mismo paso son obra de Juan Bautista Patroni. Otra obra de la misma temática, en este caso un retablo de la escena del encuentro entre Cristo y la Verónica, se encuentra en la Iglesia del Santo Ángel de Sevilla. El dibujo original se encuentra en el Museo del Romaticismo de Madrid. 
Rossi presentó una serie de ilustraciones a la imprenta de Sancha para la publicación de Los trabajos de Persiles y Sigismunda de Cervantes junto con Francisco Alcántara y Antonio Rodríguez. Sin embargo, su oferta fue rechazada y la imprenta utilizó los diseños de José Antonio Ximeno y Carrera.
En 1830 participó en la renovación de la galería de los jardines del Alcázar de Sevilla, donde realizó las pinturas al fresco representando escenas mitológicas de la Eneida de Virgilio y Teseo frente al laberinto.
Con motivo de la boda de la reina Isabel II participó en la renovación de la plaza del museo como director artístico mientras que el arquitecto municipal, Balbino Marrón, trazó los planos.

## Cronología de su obra
- Un hombre (1790-184-?), pincel, pluma, tinta y aguadas grises. Biblioteca Nacional de España[5]
- El S. R. S. Fernando (17??). Biblioteca Nacional de España[5]
- San Isidoro Arzobispo de Sevilla (1799). Biblioteca Nacional de España[5]
- Reunión de peregrinos (1802), grabada por M. Álvarez. Biblioteca Nacional de España[5]
- Pelea callejera (1802), grabada por M. Álvarez. Biblioteca Nacional de España[5]
- Justicia executada en la persona de Pedro Piñero alias el Maragato (18??) grabado. Biblioteca Nacional de España[5]
- Dibujo de Persiles y Sigismunda (1802), pluma, pincel y aguada de tinta china. Biblioteca Nacional de España[5]
- Halla Auristela a Persiles y este la cuenta la venida de su hermano Maximino a Roma (1802), pluma, pincel y aguada de tinta china. Biblioteca Nacional de España[5]
- Sale Persiles huyendo de casa de Hipolita y le prenden dos Soldados Tudescos de la Guardia del Papa (1802), pluma, pincel y aguada de tinta china. Biblioteca Nacional de España[5]
- Cornelia a los pies del duque (1810) Talla dulce: aguafuerte y buril sobre papel avitelado. Cuadro original de Luis Paret y Alcázar, grabada por Manuel Salvador Carmona. Museo del Prado[19]
- El amante liberal (1810) grabado por Albuerne. Biblioteca Nacional de España.[5]
- El celoso extremeño (1810) grabado por Albuerne. Biblioteca Nacional de España.[5]
- El licenciado Vidriera (1810) grabado por Albuerne. Biblioteca Nacional de España.[5]
- La Gitanilla (1810) grabado por Albuerne. Biblioteca Nacional de España.[5]
- La española inglesa (1810) grabado por Albuerne. Biblioteca Nacional de España.[5]
- La fuerza de la sangre (1810) grabado por Albuerne. Biblioteca Nacional de España.[5]
- La ilustre fregona (1810) grabado por Albuerne. Biblioteca Nacional de España.[5]
- Las dos doncellas (1810) grabado por Albuerne. Biblioteca Nacional de España.[5]
- Rinconete y Cortadillo (1810) grabado por Albuerne. Biblioteca Nacional de España.[5]
- Cincuenta años (1814) Biblioteca Nacional de España.[5]
- Sesenta años (1814) Biblioteca Nacional de España.[5]
- Ochenta años (1814) Biblioteca Nacional de España.[5]
- Noventa años (1814) Biblioteca Nacional de España.[5]
- Las lágrimas de Angelica (18??) Biblioteca Digital Memoria de Madrid[34]
- Alegoría de la pintura (18??) pluma, pincel y aguada, tintas parda, gris y negra, sobre dibujo preliminar a lápiz. Museo del Prado[19]
- Bodegón de cocina (18??) óleo sobre lienzo.[22]
- Atroces asesinatos de españoles en Prado de Madrid, (18??) dibujo original. Museo Arqueológico de Madrid.[17]
- El Capitan Gen. D. Pedro Caro y Sureda. Marqués de la Romana (18??) grabado por Juan Rodríguez. Biblioteca Nacional de España[5]
- Retrato de Martín de la Carrera (18??) grabado por Juan Rodríguez. Biblioteca Nacional de España[5]
- Coloquio de los perros (18??) copia, grabada por Esteve. Biblioteca Nacional de España[5]
- Retrato de Fernando Borbon (18??). Biblioteca Nacional de España[5]
- Nuestra Señora de Loreto (18??). Academia Collecciones.[35]
- Vuelta de la esclavitud de S.M.D. Fernando VII (entre 1813 y 1815) dibujo original grabado por José María Bonifaz. Biblioteca Nacional de España[5]
- El espantoso bombeo de Cádiz (entre 1813 y 1815) dibujo original grabado por José María Bonifaz Biblioteca Nacional de España[5]

- La Santa Mujer Verónica del paso de la hermandad del Valle, Sevilla (1815)[25][26][27][24][23][36]
- El duque de Rivas (1817)[37]
- Retablo religioso (1818), iglesia del Santo Angel de Sevilla.[38]
- Dama dibujando (1818) pluma. Museo del Romaticismo de Madrid.[21]
- Espíritu de la Perspectiva o Tratado elemental de Perspectiva para los Artistas (1820), tratado. Museo del Romaticismo, Madrid.[3]
- Derrota de los revolucionarios en su salida de la Ysla de León en 16 de julio de 1823 (18??), dibujo original grabado por P. Wagner. Biblioteca Nacional de España[5]
- Llegada de S. A. S. El S. Duque de Angulema al quartel general del Puerto de Santa María el 16 de agosto (18??), dibujo original grabado por P. Wagner. Biblioteca Nacional de España[5]
- Reacción absolutista en 1823, dibujo original grabado por José María Bonifaz. Biblioteca Nacional de España[5]
- Galería de los jardines (1830) Alcázar de Sevilla[31]
- El Piojoso (1844), litografía. Cuadro original de Murillo. (Galería de Don Ancieto Bravo). Biblioteca Nacional de España[5]
- La Frutera (1844), litografía. (Galería de Don Ancieto Bravo). Biblioteca Nacional de España[5]
- La Magdalena, Conocida Por La De Moña (1844), litografía. Cuadro original de Juan de Valdés Leal.(Galería de Don Ancieto Bravo). Biblioteca Nacional de España[5]
- La Piedad (1844), litografía. Cuadro original de Caravaggio. (Galería de Don Ancieto Bravo). Biblioteca Nacional de España[5]
- Las Ánimas Del Purgatorio (1844) litografía. Cuadro original de Murillo. (Galería de Don Ancieto Bravo). Biblioteca Nacional de España[5]
- Psiques Y Cupido (1844) litografía. Cuadro original de Miguel Ángel Amerigi. (Galería de Don Ancieto Bravo). Biblioteca Nacional de España[5]
- Adorno de la plaza del museo con motivio de las bodas de Isabel II (1846). (Galería de Don Ancieto Bravo). Plaza del Museo, Sevilla.[4]